# 麦克莱尔陨石坑
麦克莱尔陨石坑（Maclear）是位于月球正面静海西北部的一座小撞击坑，其名称取自英国天文学家，1833年-1870年皇室任命的好望角天文学家托马斯·麦克利尔（Thomas Maclear，1794年-1879年），1961年被国际天文学联合会正式接受。

## 描述

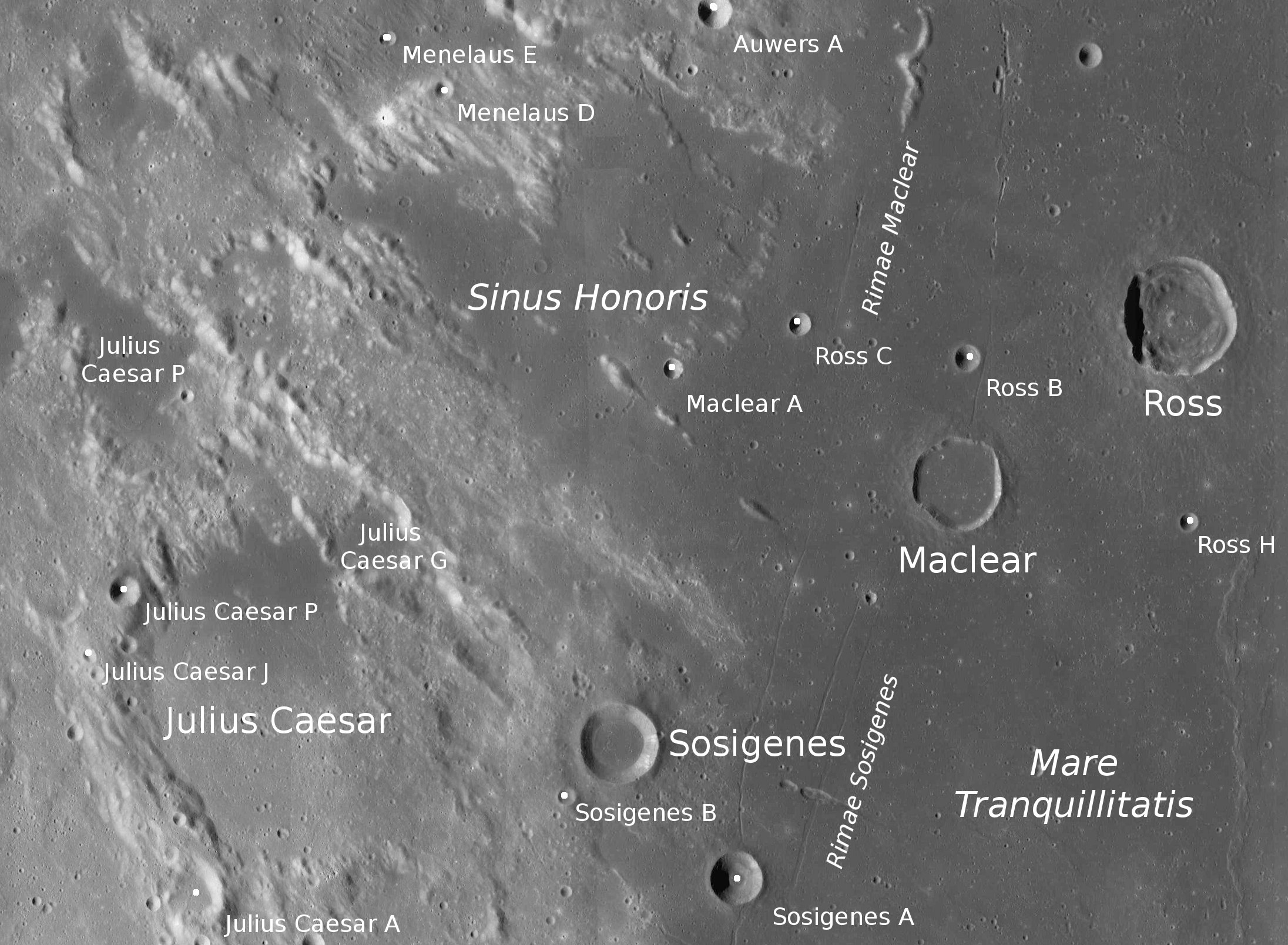
罗斯环形山的周边，月球勘测轨道飞行器拍摄。

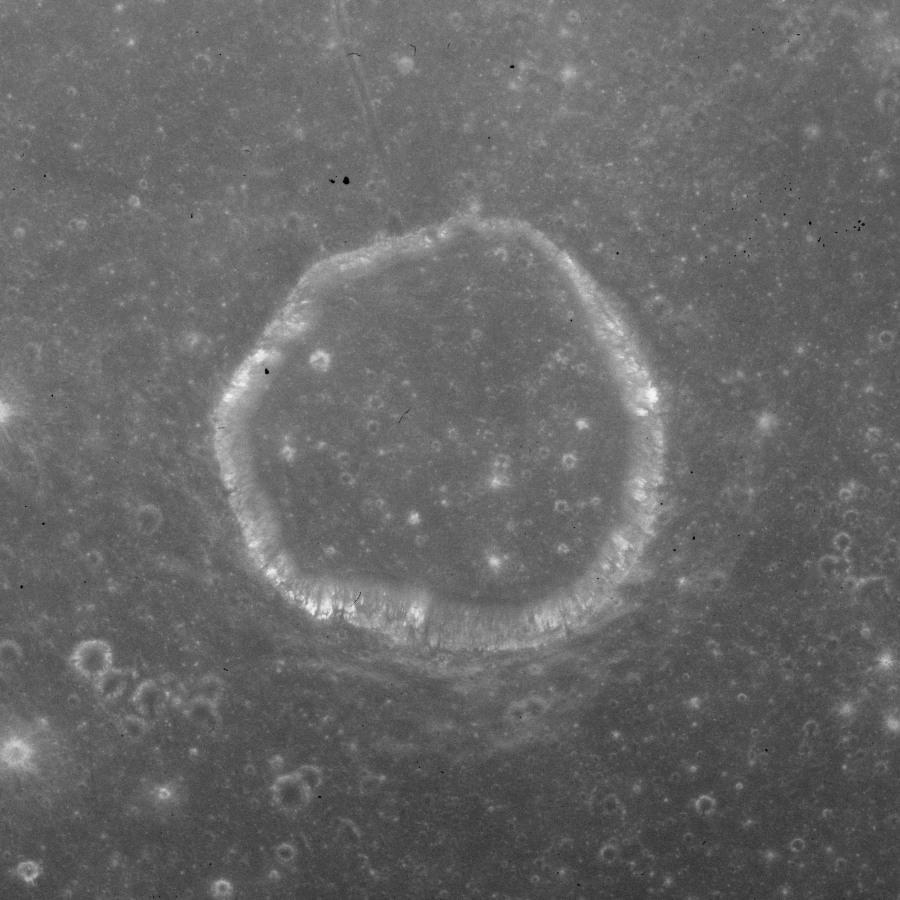
阿波罗15号拍摄的图像

该陨坑北面坐落了阿巴克里陨石坑、东北则靠近罗斯环形山，年轻的阿拉戈陨石坑位于它的东南偏南、西南及西南偏南分别毗邻索西琴尼陨石坑和更大的尤利乌斯·凯撒环形山。麦克莱尔陨石坑的西北濒临荣誉湾，北面和西南分别蜿蜒着麦克莱尔月溪和索西琴尼月溪。该陨坑中心月面坐标为10°31′S 20°06′E / 10.52°S 20.1°E，直径20.34公里，深约1.79公里。
麦克莱尔陨石坑外观呈多边形状，沿西侧向外凸出，坑内已被玄武岩熔岩淹没，只剩一圈尖峭、狭窄的壁顶露出在月海表面之上，但坑壁厚度相对均匀，且未受到明显的撞击侵蚀，其最大高出周边地形790米，内部容积约250.53立方千米。坑底表面较为平坦，没有其它醒目的地貌结构。
麦克莱尔陨石坑坐落在一条月沟的南端，该月沟属于沿静海西侧边缘延伸的一组月溪的分支，该月溪在陨坑北面的部分被称作麦克莱尔月溪；而分布在它西南偏南的部分则叫作索西琴尼月溪。麦克莱尔月溪沿月海边缘绵延约100公里，直抵阿巴克里陨石坑北面。

## 卫星坑
按惯例，最靠近麦克莱尔陨石坑的陨坑将通过在月图上其中心点旁标注的字母来识别它们。

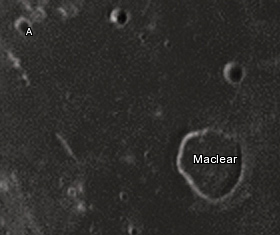
周边卫星坑图.

| 麦克莱尔 | 緯度    | 經度    | 直徑   |
| -------- | ------- | ------- | ------ |
| A        | 11.3° N | 18.0° E | 5 公里 |

## 另请参阅
- Andersson, L. E.; Whitaker, E. A. . NASA RP-1097. 1982.
- Blue, Jennifer. . USGS. July 25, 2007  [2007-08-05]. （原始内容存档于2019-12-05）.
- Bussey, B.; Spudis, P. . New York: Cambridge University Press. 2004. ISBN 978-0-521-81528-4.
- Cocks, Elijah E.; Cocks, Josiah C. . Tudor Publishers. 1995. ISBN 978-0-936389-27-1.
- McDowell, Jonathan. . Jonathan's Space Report. July 15, 2007  [2007-10-24]. （原始内容存档于2019-06-21）.
- Menzel, D. H.; Minnaert, M.; Levin, B.; Dollfus, A.; Bell, B. . Space Science Reviews. 1971, 12 (2): 136–186. Bibcode:1971SSRv...12..136M. doi:10.1007/BF00171763.
- Moore, Patrick. . Sterling Publishing Co. 2001. ISBN 978-0-304-35469-6.
- Price, Fred W. . Cambridge University Press. 1988. ISBN 978-0-521-33500-3.
- Rükl, Antonín. . Kalmbach Books. 1990. ISBN 978-0-913135-17-4.
- Webb, Rev. T. W.  6th revised. Dover. 1962. ISBN 978-0-486-20917-3.
- Whitaker, Ewen A. . Cambridge University Press. 1999. ISBN 978-0-521-62248-6.
- Wlasuk, Peter T. . Springer. 2000. ISBN 978-1-85233-193-1.